# Cultura Qaraoun

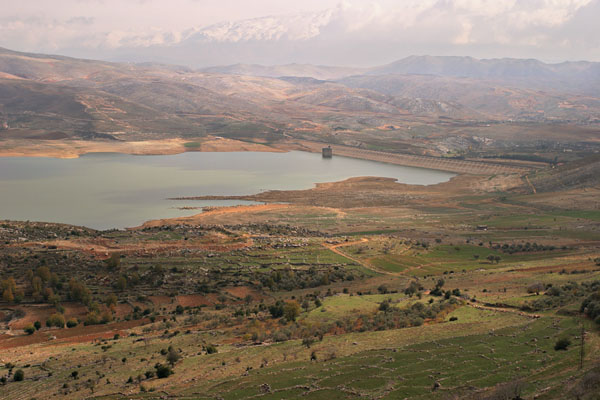
Lago Qaraoun, antica dimora della cultura Qaraoun.

La cultura Qaraoun è una cultura dell'età della pietra libanese intorno a Qaraoun nella valle della Beqa'. L'industria degli utensili in selce del neolitico pesante di questa cultura fu riconosciuta come una particolare variante neolitica degli altipiani libanesi da Henri Fleisch, che raccolse dal sito oltre cento utensili di selce in due ore il 2 settembre 1954. Fleisch discusse le scoperte con Alfred Rust e Dorothy Garrod, che confermarono la presenza di elementi neolitici nella cultura. 
La cultura neolitica di Qaraoun è stata identificata in circa cinquanta siti in Libano nella zona della fonte del fiume Giordano, ma non ha mai ricevuto una datazione precisa. Garrod ha affermato che la cultura Qaraoun "in assenza di tutte le prove stratigrafiche può essere considerata mesolitica o proto-neolitica" . (da 5.000 a 20.000 anni BP).